# Жртвовање људи
Жртвовање људи је чин убијања једног или више људи као део ритуала, који обично има за циљ да угоди или умири богове, људског владара, јавне или јурисдикционе захтеве за правдом смртном казном, ауторитативне/свештеничке фигуре или духове мртвих предака или као помоћну жртву, при чему се монархове слуге убијају да би наставили да служе свом господару у следећем животу. Уско повезане праксе које се налазе у неким племенским друштвима су канибализам и лов на главе.
Савремени секуларни закони третирају жртвовање људи као једнаким убиству. Већина великих религија у данашње време осуђује ову праксу. На пример, хебрејска Библија забрањује убиство и приношење људских жртава Молоху.